# Bohoniki
Bohoniki is een dorp in de Poolse woiwodschap Podlachië. De plaats maakt deel uit van de gemeente Sokółka en telt 100 inwoners. De inwoners zijn afstammelingen van de Tataren en islamitisch. In Bohoniki bevindt zich een houten moskee en een islamitische begraafplaats.

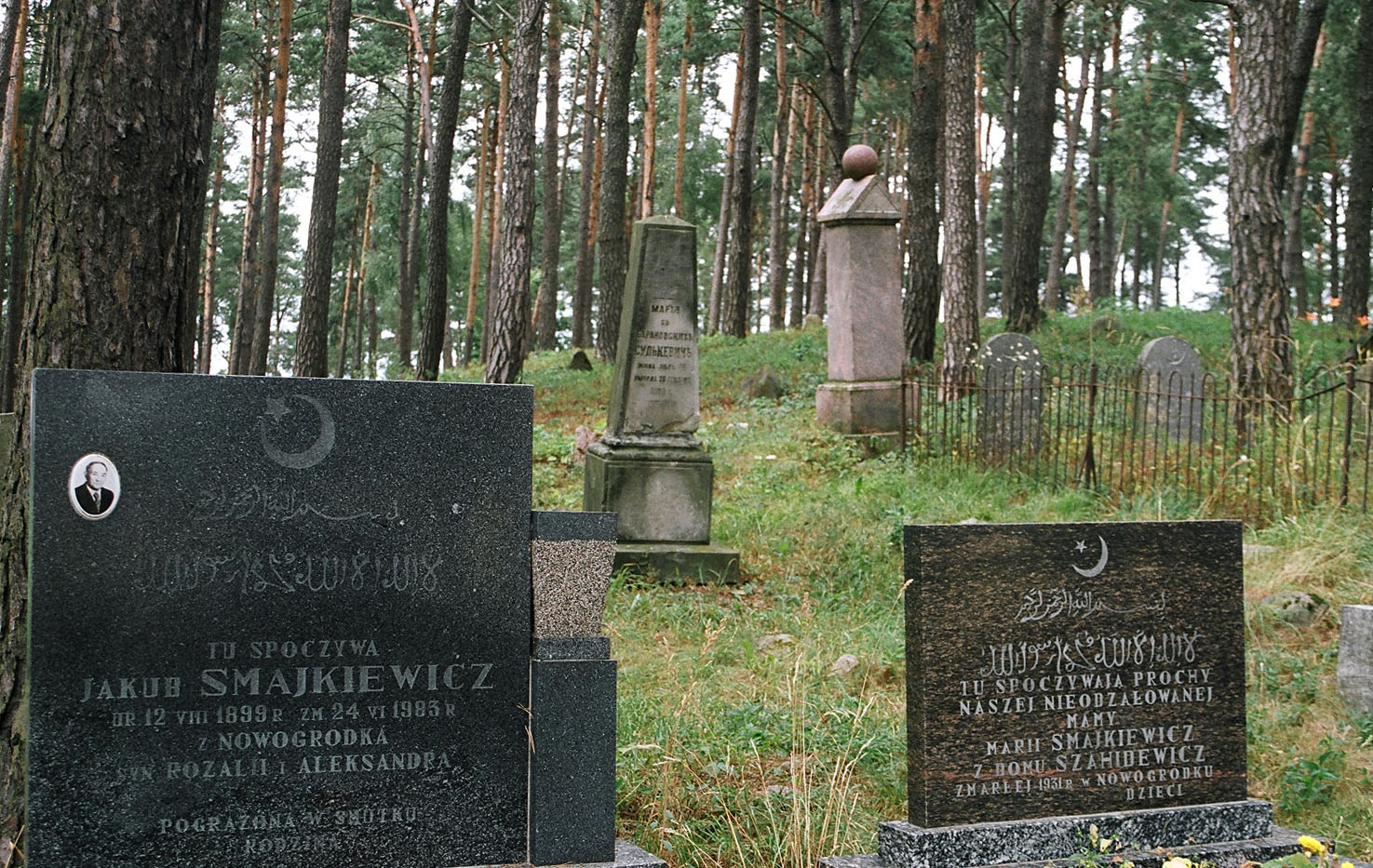
Islamitische begraafplaats in Bohoniki

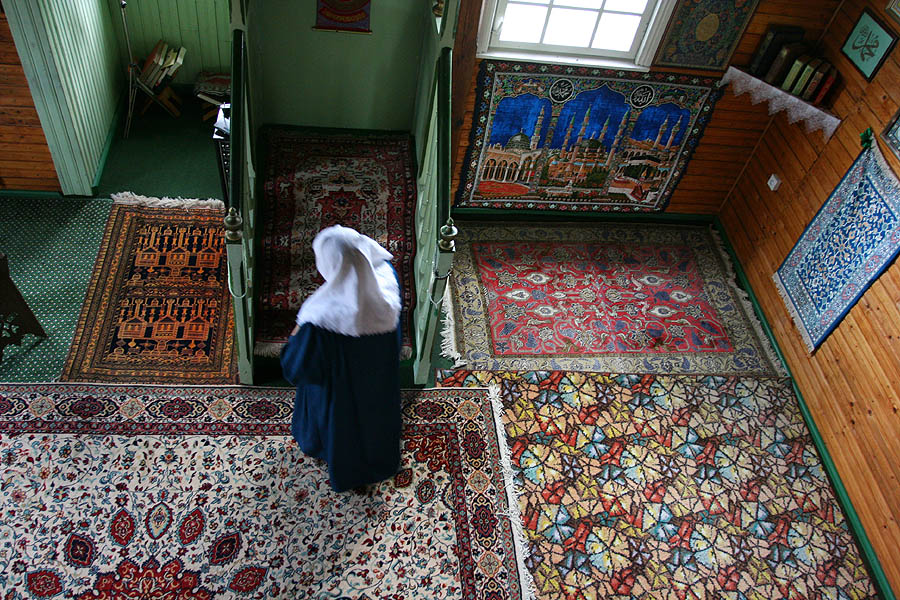
Interieur van de moskee in Bohoniki